# Znaki pisarskie
Znaki pisarskie – znaki graficzne stanowiące pismo oraz symbole graficzne oznaczające dźwięki mowy, znaczenia myślowe. Ciąg znaków pisarskich nazywany jest tekstem.

## Rodzaje znaków pisarskich
Znaki pisarskie dzieli się na:
- cyfry
- litery
- diakrytyki
- interpunkcyjne
- matematyczne
- szachowe
- abrewiatury
- muzyczne
- ideogramy, np.
  - hànzì
  - kanji+kana
- piktogramy, np.
  - hieroglify
- inne, tj:
  - chemiczne
  - fizyczne
  - astronomiczne
  - kartograficzne
  - techniczne

Do znaków pisarskich nie są zaliczane: loga, logotypy, znaki drogowe, legendy map i planów, czy też inne elementy graficzne systemów informacji wizualnej.

## Znaki pisarskie a znaki typograficzne
Cechą wspólną stosowania wszystkich znaków pisarskich jest respektowanie ich użycia dla danego języka, w jakim jest pisany tekst, czyli zasad pisowni w danym języku.
Istotne jest jednak odróżnianie pojęcia znaków pisarskich od pojęcia znaków typograficznych będących określoną graficzną reprezentacją znaków pisarskich. I tak:
- gramatyka jest domeną samego języka, niezależną od używanych znaków;
- ortografia i interpunkcja natomiast ustanawiają pewien ujednolicony sposób używania znaków pisarskich;
- typografia zaś zajmuje się graficzną reprezentacją tych znaków, zwłaszcza podczas użycia pisma drukiem (ale w ograniczonym stopniu również w kaligrafii, liternictwie i logotypach).

Różnica pomiędzy znakami pisarskimi a typograficznymi jest taka, że o znakach pisarskich mówi się, jak ich użyć (np. małą lub wielką literą), gdzie należy ich użyć, kiedy, w jakiej kolejności i jak one funkcjonują w otoczeniu innych znaków, natomiast typografia mówi o ich wyglądzie. Faktem jest, że większość znaków pisarskich posiada funkcjonalnie tylko jeden swój odpowiednik wśród znaków typograficznych, nazywany zresztą tak samo, a który jedynie ze względu na wygląd estetyczny (krój pisma wraz z odmianą i stopniem) może przybierać wiele postaci. Do tego typu pojedynczych odpowiedników należą przede wszystkim litery i cyfry. Jednak szereg innych znaków pisarskich posiada więcej niż jeden odpowiednik funkcjonalny wśród znaków typograficznych.
Przykładem jest znak pisarski myślnik, który spełnia określoną rolę interpunkcyjną w piśmie, przez co mają do niego zastosowanie określone zasady pisowni, a który w druku reprezentowany jest głównie przez dwa charakterystyczne dla niego znaki typograficzne – półpauzę lub pauzę.
Czasami jednak pojęcia znaków pisarskich i typograficznych zazębiają się, np. gdy zasady pisowni określające użycie cudzysłowu wypowiadają się również nad graficznym rozróżnianiem pary znaków tworzących cudzysłów w przypadku jego hierarchicznego użycia w wypowiedzi (cudzysłów w cudzysłowie).

## Znaki pisarskie na klawiaturze komputerowej
Schemat przedstawia typowy układ klawiszy na klawiaturze. Aby dowiedzieć się więcej o którymś ze znaków, należy nacisnąć go na schemacie.